# Onosma echioides
Onosma echioides (L.) L., 1762 è una pianta della famiglia delle Boraginacee.

## Tassonomia
Sono note le seguenti sottospecie:
- Onosma echioides subsp. echioides - sottospecie nominale
- Onosma echioides subsp. angustifolia (Lehm.) Peruzzi & N.G.Passal.
- Onosma echioides subsp. canescens (C.Presl) Peruzzi & N.G.Passal.
- Onosma echioides subsp. dalmatica (Scheele) Peruzzi & N.G.Passal.
- Onosma echioides subsp. pyrenaica Braun-Blanq.